# Les Aventures de Tintin : Le Secret de La Licorne
Pour les articles homonymes, voir Le Secret de La Licorne et Tintin.
Pour plus de détails, voir Fiche technique et Distribution.
Les Aventures de Tintin : Le Secret de La Licorne ou Les Aventures de Tintin au Québec (The Adventures of Tintin : The Secret of the Unicorn) est un film américano-néo-zélandais réalisé par Steven Spielberg, sorti en 2011. Ce film d'animation en capture de mouvement est produit par Peter Jackson et écrit par Steven Moffat, Edgar Wright et Joe Cornish. Il s'inspire de trois tomes de la série belge de bandes dessinées Les Aventures de Tintin d'Hergé : Le Crabe aux pinces d'or (1941), Le Secret de La Licorne (1943) et Le Trésor de Rackham le Rouge (1944).
L'intrigue se déroule dans les années 1940 et raconte la recherche, par le journaliste belge Tintin (Jamie Bell), son chien Milou et leur ami le capitaine Haddock (Andy Serkis), du trésor de La Licorne, un navire autrefois commandé par l'ancêtre du capitaine. Ils sont alors poursuivis par Ivan Ivanovitch Sakharine (Daniel Craig), le descendant de Rackham le Rouge, l'ennemi juré de l'ancêtre d'Haddock.
Spielberg et Hergé étaient des admirateurs de leurs travaux respectifs. Le réalisateur a acquis les droits d'adaptation peu après la mort de l'auteur en 1983 et les a relancés en 2002. Le tournage devait initialement débuter en octobre 2008 pour une sortie prévue en 2010, mais elle a été repoussée à 2011 après qu'Universal Pictures a décidé de ne pas coproduire le film avec la Paramount. Columbia Pictures a alors remplacé Universal comme studio coproducteur. Le retard a entraîné le départ de Thomas Brodie-Sangster qui avait été initialement choisi pour incarner Tintin. Par conséquent, il a été remplacé par Jamie Bell. L'avant-première du film a eu lieu le 22 octobre 2011 en Belgique à Bruxelles.
Le film est sorti dans la plupart des pays européens entre le 26 et le 28 octobre 2011, aux États-Unis le 21 décembre et en Nouvelle-Zélande le 26 décembre. Il a reçu des critiques généralement positives, qui ont salué l'utilisation de la capture de mouvement, la fidélité à l'esprit de l'œuvre d'Hergé, les effets spéciaux, les scènes d'action, la performance des acteurs et la musique de John Williams. Le film a été également un succès commercial : pour un budget de 135 millions de dollars, il a rapporté 77 millions aux États-Unis et 295 millions dans le reste du monde, totalisant alors 374 millions de dollars. Il a également remporté le Golden Globe du meilleur film d'animation. Premier volet d'une possible « trilogie Tintin », la suite, censée être réalisée par Peter Jackson, n'a pas encore vu le jour.

## Synopsis
Belgique, années 1940. Tintin est un jeune reporter belge, accompagné de son fox-terrier blanc Milou. Lors d'une brocante, il achète à bon prix une maquette d'un navire de l’époque du Roi-Soleil, La Licorne. Il est immédiatement accosté tour à tour par deux personnes, Barnabé et Ivan Ivanovitch Sakharine, qui sont aussi à fureter dans la brocante. Ils tentent de lui racheter le modèle réduit à grand renfort de billets. Sakharine est le plus insistant. Sans succès : Tintin n'a pas l'intention de vendre sa trouvaille.
Le jeune reporter rentre chez lui. La maquette tombe au sol lorsque Milou chasse un chat qui s'était aventuré dans l'appartement par une fenêtre entrouverte. L'un des mâts se brise et une capsule cylindrique de métal cachée dedans tombe alors sur le sol et roule discrètement sous une commode. Pendant ce temps, les deux détectives Dupond et Dupont recherchent un mystérieux pickpocket qui sévit dans les environs, et en informent Tintin. Celui-ci, après être passé à la bibliothèque pour trouver des informations sur l’histoire de La Licorne rentre chez lui et constate que son appartement a été cambriolé. La maquette a disparu mais rien d'autre n'a été dérobé.
Tintin a une intuition : il se rend au château de Moulinsart, où habite Ivan Sakharine. Il entre par une brèche du mur d'enceinte et s'introduit discrètement  dans la bâtisse, où il finit par trouver une maquette du bateau dans une vitrine. Il est alors assommé par Nestor, le majordome de Sakharine. Une fois réveillé, il se rend compte, de par le mat intact que la maquette trouvée n'est pas la sienne (celle ci ayant un mât brisé et recollé par Tintin), mais bien celle de Sakharine. Ce dernier ordonne à Nestor de raccompagner Tintin à la sortie, et le majordome fait discrètement allusion au reporter du contenu du mat, insinuant que « les choses se perdent si facilement ».
En rentrant chez lui, Tintin constate que son appartement a encore été cambriolé, tout y est sens dessus-dessous. Suivant l'allusion de Nestor, il a l'idée de soulever la commode, d'autant plus que Milou lui indique que quelque chose s'y trouve. Il y découvre le rouleau de métal et un parchemin qui était caché dedans. Peu après, Barnabé se présente sous le porche de l'immeuble de Tintin pour lui parler au plus vite. A peine entament-ils le dialogue qu'une voiture arrive en trombe, et Barnabé se fait tirer dessus par une rafale d'arme automatique. Le moribond a juste le temps de pointer avec ses empreintes ensanglantées quelques lettres de son journal, formant le mot « Karaboudjan ». Il meurt peu après.
Le lendemain, le pickpocket fait encore des siennes. Alors qu'il parlait sur un trottoir avec les Dupondt, Tintin se fait voler en pleine rue son portefeuille qui contenait le parchemin de La Licorne. Le voleur parvient à s'enfuir sans être arrêté.
Plus tard, Tintin est capturé chez lui par Allan Thompson et un complice. Le jeune homme est enfermé dans une caisse en bois puis embarqué sur le cargo Karaboudjan. Alors que le navire est en partance, Tintin est mis à fond de cale, entravé. Sakharine est à bord du navire et se comporte en maître des lieux. Il le fait attacher et fouiller, à la recherche du parchemin disparu. Sans ce précieux objet, la vie de Tintin est fortement menacée, surtout que le reporter est assez lucide et courageux pour confronter son ennemi avec ce qu'il a déduit.
Milou, à l'insu des kidnappeurs, est parvenu à rentrer dans le navire puis à retrouver son maître. Il lui ronge les liens pour le libérer. Tous deux s'échappent de la soute par un hublot en passant par l’extérieur de la coque. Ils rentrent ainsi dans une chambre fermée à clé mais avec un hublot ouvert et y rencontrent le capitaine du navire, Archibald Haddock.
Ce dernier se saoule abondamment au whisky que lui fournit intentionnellement son second, Allan. Ainsi le capitaine est ivre en permanence et ne sait pas ce qui se passe réellement sur son bateau, utilisé pour des trafics de contrebande et du banditisme. Questionné par Tintin sur l'histoire de son ancêtre, le capitaine répond qu'elle lui a été raconté par son grand-père sur on lit de mort, mais que des décennies d'alcoolisme l'ont complètement effacée. Tintin et Haddock s'associent contre les membres d'équipage corrompus. Tintin se rend dans la salle de radio et découvre la destination du navire : le port de Bagghar au Maroc. Il envoie un message radio en Europe, puis les deux hommes s'échappent avec Milou du Karaboudjan à l'aide d'un canot de sauvetage, non sans avoir déclenché une fusillade sur le pont.
Sakharine envoie alors un hydravion pour les retrouver, mais Tintin, à l'aide de son pistolet, tire sur l'appareil et réussit à couper temporairement le moteur. Il rejoint ensuite à la nage l'appareil, qui a amerri, et surprend les pilotes en train de réparer. Ceux-ci capturés et attachés, Tintin prend les commandes de l'hydravion pour se diriger en Afrique du Nord. À la suite d'un violent orage, l'appareil devient difficilement gouvernable. Les deux pilotes de Sakarine s'enfuient en parachute et les trois passagers restants s'écrasent dans le désert. Déshydraté par la chaleur et souffrant d'un grand manque d'alcool, Haddock se met à halluciner, se souvenant finalement de l'histoire de son ancêtre, la raconte à Tintin, d'abord dans le désert avant de s'évanouir par la chaleur, puis dans un camp de la Légion Étrangère qui les a recueillis, après que Milou ait échangé l'eau du capitaine contre de l'alcool, ce qui amène ce dernier à joindre le geste à la parole en faisant semblant de se battre comme son ancêtre.
Le chevalier François de Hadoque était capitaine de La Licorne au XVIIe siècle. Son trois-mâts fut attaqué dans les Caraïbes par un navire pirate commandé par Rackham le Rouge et le combat fut sanglant. Seul survivant, le capitaine avait ensuite été fait prisonnier. Le rescapé s'échappa de son navire après avoir vaincu Rackham en combat singulier et fait couler son propre bateau en faisant sauter la Sainte-Barbe. Par la suite, rentré en Europe, il fabriqua des modèles réduits de son navire, un pour chacun de ses trois fils, avec à l'intérieur la clé pour retrouver les 400 livres d'or et de bijoux contenus dans l'épave de La Licorne.
Tous trois arrivés à Bagghar, Tintin retrouve directement les Dupondt. Ces derniers ont reçu son appel lorsqu'il se trouvait sur le Karaboudjan et lui offrent le parchemin qui se trouvait dans son portefeuille volé. Ils sont en effet parvenus à arrêter le pickpocket, Aristide Filoselle, avant de venir eux aussi à Bagghar. Tintin et le capitaine découvrent que la troisième maquette est en possession du cheikh Omar Ben Salaad, qui possède une villa sur les hauteurs de la ville. Le petit navire est protégé par une vitre pare-balles. Sakharine est déjà arrivé là-bas. Il a fait venir à ses frais une cantatrice italienne, Bianca Castafiore, afin qu'elle fasse un récital dans la cour du palais du cheikh, féru d'art occidental. Sakharine a un plan bien huilé et a fait venir la chanteuse pour qu'elle brise la vitre sécurisée avec sa voix surpuissante. Tout se passe comme prévu et Sakharine, placé dans une loge, utilise son faucon pour s'emparer du troisième parchemin, tandis qu'Allan récupère celui de Tintin en assommant Haddock, après que le reporter le lui ait confié. Après une trépidante poursuite de Sakharine et de ses acolytes par Tintin et Haddock, l'antagoniste réussit à s'échapper sur son navire avec les trois documents. Tintin, grâce à la motivation du capitaine Haddock, le retrouve ensuite en Europe et réussit à prévenir la police avant l'arrivée du Karaboudjan dans les docks. Sakharine, qui se révèle être le descendant direct de Rackham le Rouge, se bat contre le capitaine à grands coups de grues, et Haddock en ressort finalement victorieux puisque Tintin parvient à le seconder efficacement. Sakharine est arrêté par la police.
Avec les trois parchemins enfin en leur possession, Tintin et Haddock découvrent des coordonnées lisibles avec les trois papiers superposés à la lumières. Elles les conduisent au château de Moulinsart où ils finissent par trouver une partie du trésor caché derrière un mur dans les caves, dissimulé à l'intérieur d'un globe terrestre où figure une île inexistante. C'est en appuyant sur cette île qu'ils déclenchent l'ouverture du globe, conformément à la tradition familiale énonçant que « seul un vrai Haddock peut découvrir le secret de La Licorne », car le capitaine, grand marin, s'aperçoit immédiatement que l'île est inexistante. En plus, de cette partie du trésor et du chapeau du chevalier, ils trouvent un autre parchemin indiquant l'emplacement de l'épave de La Licorne où se trouve le reste du trésor. Tintin, le capitaine Haddock et Milou partent alors pour une nouvelle aventure.

## Fiche technique
Sauf indication contraire, les informations mentionnées dans cette section peuvent être confirmées par les bases de données cinématographiques IMDb et Allociné,  présentes dans la section « Liens externes ».
- Titre original : The Adventures of Tintin
- Titre original complet : The Adventures of Tintin: The Secret of the Unicorn
- Titre français : Les Aventures de Tintin : Le Secret de La Licorne
- Titre québécois : Les Aventures de Tintin[1]
- Réalisation : Steven Spielberg
- Scénario : Joe Cornish, Steven Moffat et Edgar Wright, d'après l'œuvre de Hergé
- Musique : John Williams
- Direction artistique : Andrew L. Jones et Jeff Wisniewski
- Costumes : Lesley Burkes-Harding
- Photographie : Janusz Kamiński
- Son : Christopher Boyes, Brent Burge, Benoît Hardonniere, Michael Hedges, Chris Hiles, Andy Nelson, Chris Ward
- Montage : Michael Kahn, Jabez Olssen et Chris Plummer
- Animation : Gerald Clevy, Michael Cozens, Tom Del Campo, Daniel Zettl
  - Direction de l'animation : Regina Cachuela, Tom Meade, Taisuke Tanimura
  - Responsable de l'animation : Morgan Loomis
  - Supervision de l'animation : Jamie Beard, Kevin Romond
- Storyboard : Peter Ramsey
- Effets visuels : Matt Aitken, Scott E. Anderson, Jamie Beard, Joe Letteri, Matthias Menz, Meredith Meyer-Nichols, Keith Miller, Eileen Moran, Wayne Stables, Weta Digital
- Production : Peter Jackson, Kathleen Kennedy et Steven Spielberg
  - Production déléguée : Ken Kamins, Nick Rodwell et Stephane Sperry
  - Production associée : Adam Somner
  - Coproduction : Carolynne Cunningham et Jason McGatlin
- Sociétés de production :
  - États-Unis : Amblin Entertainment, Hemisphere Media Capital, The Kennedy/Marshall Company, Nickelodeon Animation Studio et Nickelodeon Movies, présenté par Columbia Pictures et Paramount Pictures, avec DreamWorks Pictures (titulaire des droits d'auteur)
  - Nouvelle-Zélande : WingNut Films
- Sociétés de distribution : Paramount Pictures (États-Unis, Québec) ; Sony Pictures Releasing France (France) ; Sony Pictures Releasing International (SPRI) (Belgique) ; Walt Disney Studios Motion Pictures (Suisse romande)[2]
- Budget : 135 millions USD[3]
- Pays de production :  États-Unis,  Nouvelle-Zélande[4]
- Langue originale : anglais
- Format : couleur (DeLuxe) — digital — 2,39:1 (Panavision) — son Datasat / Dolby Digital / SDDS / Sonics-DDP (IMAX version) / Dolby Surround 7.1
- Genre : animation, action, aventure, policier, thriller
- Durée : 107 minutes
- Dates de sortie[5] :
  - Belgique : 22 octobre 2011 (première mondiale à Bruxelles)[6] ; 26 octobre 2011 (sortie nationale)[7]
  - France, Suisse : 26 octobre 2011[8],[9]
  - Québec : 9 décembre 2011[1],[10]
  - États-Unis : 21 décembre 2011
  - Nouvelle-Zélande : 26 décembre 2011
- Classification[11] :
  - États-Unis : certaines scènes ou propos sont susceptibles de heurter la sensibilité des plus jeunes - accord parental souhaitable (PG - Parental Guidance Suggested)[N 1]
  - Nouvelle-Zélande : accord parental souhaitable (PG - Parental Guidance)
  - France : tous publics (conseillé à partir de 8 ans)[8],[12]
  - Belgique : tous publics (Alle Leeftijden)[7]
  - Suisse romande : interdit aux moins de 7 ans[13]
  - Québec : tous publics (G - General Rating)[1]

## Distribution
- Jamie Bell (VF : Benjamin Bollen)[14] : Tintin

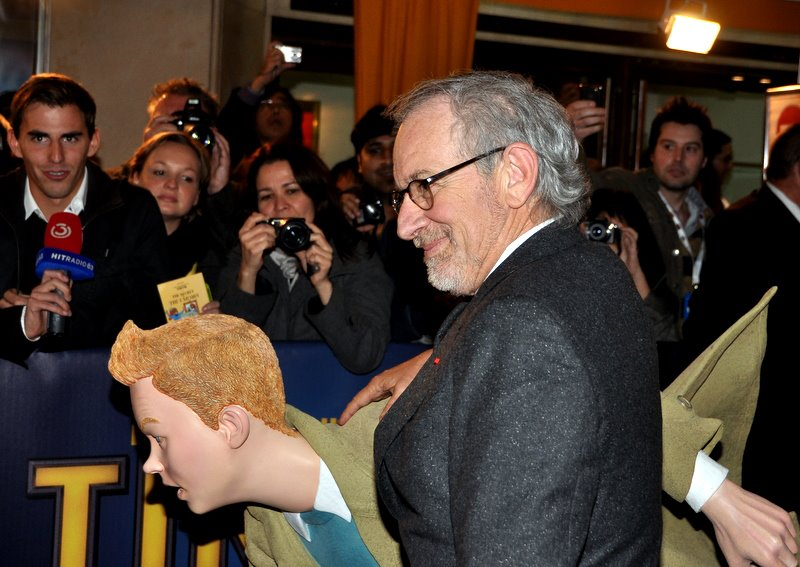
Steven Spielberg à l'avant-première parisienne du film au cinéma Le Grand Rex, le 22 octobre 2011.

- Andy Serkis (VF : Patrick Béthune) : le capitaine Archibald Haddock / le chevalier François de Hadoque
- Daniel Craig (VF : Frédéric van den Driessche) : Ivan Ivanovitch Sakharine / Rackham le Rouge
- Nick Frost (VF : Guillaume Lebon) : Dupond
- Simon Pegg (VF : Pierre Laurent) : Dupont
- Toby Jones (VF : Jacques Ciron) : Aristide Filoselle, le pickpocket
- Daniel Mays (VF : David Krüger) : Allan Thompson / un pirate
- Gad Elmaleh (VF : lui-même) : Omar Ben Salaad
- Joe Starr (VF : Vincent Grass) : Barnabé Dawes
- Enn Reitel (VF : Michel Dodane) : Nestor /  le brocanteur qui vend la Licorne à Tintin
- Mackenzie Crook (VF : Jérémy Prévost) : Tom, un marin du Karaboudjan / un pirate
- Tony Curran (VF : François Dunoyer) : le lieutenant Delcourt
- Sonje Fortag (VF : Nathalie Homs) : Mme Pinson
- Cary Elwes (VF : Bertrand Liebert) : le pilote
- Phillip Rhys (VF : Jérôme Pauwels) : le copilote / le médecin français
- Ron Bottitta : un marin / la vigie de La Licorne
- Mark Ivanir : un soldat du poste avancé / un secrétaire
- Nathan Meister : le dessinateur du vieux marché qui ressemble à Hergé
- Sebastian Roché (VF : lui-même) : Pedro, un marin du Karaboudjan / M. Nichols, second de La Licorne
- Kim Stengel (VF : Véronique Alycia) : Bianca Castafiore

Source et légende : Version française (VF) sur RS Doublage

## Production

### Développement
Le projet est né dans les années 1980, à l'époque des Aventuriers de l'arche perdue où Steven Spielberg découvrit en novembre 1982 une critique d'un journaliste qui avait comparé Indiana Jones à Tintin. Ce personnage lui étant inconnu, il se renseigna à son propos en lisant la collection d'Hergé avec qui il était « entré en contact en 1983, nous devions nous rencontrer mais il est mort subitement quelques jours avant. C'était il y a presque trente ans… ». Il rencontra alors, peu après l'enterrement, Fanny Rémi, la veuve du dessinateur, lequel avait déclaré de son vivant que Spielberg était le meilleur réalisateur possible pour l’adaptation de ses œuvres au cinéma.
L'intérêt de Steven Spielberg pour l'œuvre de Hergé date de 1983 lorsqu'il prit une option sur les aventures de Tintin. En 1984 lors de la sortie d'Indiana Jones et le Temple maudit, Spielberg explique qu'il compte bien adapter « prochainement » Tintin.
Plusieurs années passèrent et, ne voyant rien venir, la Fondation Hergé demanda à Spielberg de libérer les droits. Celui-ci mit de côté son projet de réaliser un film sur Tintin, d'autant plus qu'il avait déjà puisé en partie son inspiration dans l'œuvre d'Hergé pour sa série Indiana Jones : « une partie d'Indiana Jones provient des livres (de Hergé) », a-t-il commenté.
Par la suite, la volonté des ayants droit d'Hergé d'adapter Tintin au cinéma n'a jamais faibli, et plusieurs réalisateurs se sont déclarés intéressés, notamment Jaco Van Dormael et Jean-Pierre Jeunet. L'enthousiasme de Fanny et Nick Rodwell, gestionnaires de l'œuvre d'Hergé, ne fut que modéré, ceux-ci étant clairement plus intéressés par le cinéma nord-américain. Après la sortie du film d'animation Shrek, en 2001, ils firent part de leur emballement pour ce genre de techniques, voyant Tintin sortir au cinéma sous les traits d'un personnage en images de synthèse. En 2002, Jean-Pierre Jeunet expliqua pourquoi il avait abandonné son projet : « Le verrouillage des héritiers d’Hergé rend tout trop compliqué, je les ai rencontrés et j’ai compris qu’ils allaient me casser les pieds ».
C'est finalement Spielberg qui, en novembre 2002, reprit une option sur Les Aventures de Tintin. L'accord fut suivi d'un grand nombre d'annonces triomphales de Nick Rodwell. Spielberg annonça qu'il voyait bien Tom Hanks dans le rôle du Capitaine Haddock, tandis que Gregory Smith fut pressenti pour jouer Tintin, après que des rumeurs annonçaient Leonardo DiCaprio, mais sa participation fut vite démentie par Spielberg. Trois films furent annoncés par Rodwell, sans être confirmés par Spielberg, adaptés respectivement des diptyques Le Secret de La Licorne et Le Trésor de Rackham le Rouge ; Les Sept Boules de cristal et Le Temple du Soleil ; Les Cigares du Pharaon et Le Lotus Bleu. Le premier film était censé sortir aux alentours de 2006. Cependant, à nouveau, des années passèrent sans nouvelles du projet.
En novembre 2006, Spielberg fait renaître l'espoir en réaffirmant à l'hebdomadaire américain spécialisé Variety sa volonté d'adapter Tintin, mais il laisse cette fois entendre qu'il s'agirait d'une série télévisée.
Le 8 mars 2007, la Fondation Hergé organise une conférence de presse pour annoncer le début effectif de la pré-production d'une série de films produits par Spielberg, dont le premier sortirait en 2009. Nick Rodwell insiste sur l'importance des moyens qui seront mis en œuvre pour la réalisation du projet, sans préciser, s'il s'agira d'un film live ou d'un film d'animation, mais assure qu'il a assisté à des essais très concluants en décembre. La nouvelle est rassurante pour les tintinophiles, même si certains, habitués à ce genre de déclaration, mettent encore en doute les paroles de Rodwell, d'autant plus qu'elles ne sont pas confirmées immédiatement par Spielberg.

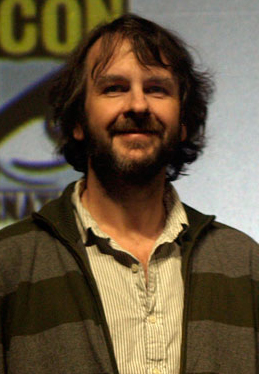
Peter Jackson

Elles le seront finalement le 15 mai lorsque Steven Spielberg, Peter Jackson et Stacey Snider (travaillant pour DreamWorks SKG) officialisent, la réalisation d'une trilogie adaptée des aventures de Tintin, réalisée en images de synthèse. Le premier film serait réalisé par Spielberg, le suivant par Jackson et le troisième par un réalisateur encore à déterminer. Par la suite, des rumeurs ont déjà commencé à parler d'une coréalisation Spielberg/Jackson pour le troisième film, bien que ce principe soit normalement interdit par la Directors Guild of America, et qu'il soit encore trop tôt en 2007 pour qu'une telle décision ait déjà été prise.
En mars 2008, Andy Serkis est le premier acteur à confirmer sa participation au film, dans lequel il interprètera le Capitaine Haddock. Il indique également au Indie London que le tournage principal commencera en septembre de la même année. Par la suite, le tournage est reporté au mois d'octobre en raison de la grève des scénaristes à Hollywood.
En septembre 2008, le projet accuse un nouveau coup dur lorsque Universal décide de s'en retirer, n'acceptant pas les conditions financières de Spielberg et Jackson. La Paramount Pictures, propriétaire de Dreamworks et pourtant au même moment en litige avec Spielberg, décide dès lors de financer l'intégralité du projet (estimé à 130 millions de dollars américains) dont la pré-production, à ce stade, aurait déjà coûté dans les 30 millions de dollars. Ce nouveau rebondissement relance certaines spéculations sur le choix des albums et des acteurs.
En janvier 2009, le choix des albums et des acteurs pour le premier film est enfin annoncé officiellement. Certaines rumeurs sont confirmées, comme le choix d'adapter le diptyque Le Secret de La Licorne et Le Trésor de Rackham le Rouge et la participation d'Andy Serkis, tandis que certains noms font office de surprises pour les fans : Jamie Bell dans le rôle-titre (alors que Thomas Sangster était fortement pressenti), ainsi que Simon Pegg, Nick Frost, Daniel Craig et Gad Elmaleh qui viennent compléter la distribution.
Les premières images sont diffusées à la rentrée 2010, occasion pour les deux metteurs en scène et producteurs du projet d'évoquer la suite, si ce premier film obtient le succès espéré. Peter Jackson réaliserait un second, peut-être autour du diptyque Les Sept Boules de cristal et Le Temple du Soleil. Il se dit en outre intéressé par un film inspiré des albums imprégnés d'ambiance européenne : Le Sceptre d'Ottokar et L'Affaire Tournesol ou bien par une histoire adaptant l'aventure lunaire du diptyque Objectif Lune et On a marché sur la Lune.
« Nous souhaitons donner aux Aventures de Tintin la crédibilité d'un film en images réelles. Toutefois, Peter et moi avons pressenti que tourner dans ces conditions ne rendrait pas hommage au style caractéristique des héros et de l'univers d'Hergé », annonce Spielberg. La solution trouvée par les réalisateurs sera d'allier capture de mouvement et images de synthèse. « L'apparence des personnages sera photo-réaliste. Les fibres de leurs vêtements, les pores de la peau, les cheveux : ils ressembleront à des personnes en chair et en os, mais ce seront des personnages de Hergé » précise Peter Jackson, fondateur de WETA Digital qui s'occupera de cette technique.
Un test de vingt minutes est ensuite réalisé. La réaction de Spielberg : « Les héros de Hergé ont pris vie, avec une émotion et une âme qui dépassent de loin tout ce que l'on a vu, à ce jour, en images de synthèse ».

### Scénario
Steven Spielberg s'était longtemps concentré sur un scénario avec plusieurs auteurs — dont Melissa Mathison, scénariste de E.T. l'extra-terrestre, qui voyait Tintin en Afrique combattant contre les chasseurs d’ivoire — sans en recevoir un seul qui pourrait rendre justice à l'univers d'Hergé.
Steven Moffat, a été officiellement le premier mandaté, en 2007, pour écrire les deux premiers films avant de se retirer du projet, en juillet 2008, quand il fut engagé comme showrunner (scénariste-producteur) de la série Doctor Who, poste qui lui demanda un engagement à plein temps incompatible avec la poursuite de l'écriture du scénario du film. Steven Spielberg et Peter Jackson, coproducteur, choisirent alors Edgar Wright et Joe Cornish, auteurs britanniques et fanatiques de Tintin, qui connaissent bien le personnage.
Promesse tenue à Hergé et son épouse, Steven Spielberg a assuré dans une entrevue que, dans le film, il n'y aura « pas de téléphone portable, pas de postes de télévision, pas de voitures modernes, juste l’Europe intemporelle. Nous respectons religieusement son art, jusque dans les personnages secondaires. »
Le film se base principalement sur deux des albums dessinés par Hergé, Le Crabe aux pinces d'or et Le Secret de La Licorne. Peter Jackson a confirmé en entrevue que ce film ne reprendrait quasiment aucun élément de l'album Le Trésor de Rackham le Rouge, suite chez Hergé du Secret de la Licorne, qui sera plutôt intégré au deuxième film. En conséquence, Tryphon Tournesol n'est pas présent dans le film.
Pour les besoins de l'adaptation, les scénaristes ont intégré le mystère du Trésor de La Licorne à l'intrigue du Crabe aux pinces d'Or, et ont réécrit certains personnages, comme Ivan Ivanovitch Sakharine, personnage secondaire dans l'album Le Secret de La Licorne mais qui devient le méchant principal du film. De ce fait, les frères Loiseau qui sont les méchants dans l'album sont totalement absents, mais leurs visages apparaissent tout de même au début du film en arrière-plan, quand Hergé dessine Tintin. En outre, Bianca Castafiore qui n'apparaît dans aucun des trois albums dont est tiré le film y est présente. De nombreuses références à d'autres albums sont également glissées dans le film comme les nombreux articles dans le bureau de Tintin qui évoquent ses exploits passés dans Tintin au Congo, Les Cigares du pharaon, L'Oreille cassée ou encore Le Sceptre d'Ottokar ou encore la fuite de Sakharine dans une jeep identique à celle des Dupondt dans Tintin au pays de l'or noir.
D'autres personnages comme celui de Barnabé sont transformés. Dans le film, Barnabé Dawes est un mélange entre Barnabé, homme de main des frères Loiseau à qui il emprunte les traits et le prénom ; Herbert Dawes, marin de l'équipage du Karaboudjan retrouvé noyé pour avoir divulgué des informations (à qui il emprunte le nom de famille) et Bunji Kuraki, agent de la sûreté de Yokohama retenu prisonnier sur le Karaboudjan à qui il emprunte la fonction en tant qu'agent du FBI. La fameuse scène de l'album Le secret de la Licorne où Barnabé montre à Tintin des oiseaux pour lui donner un indice juste après avoir reçu une balle dans le dos (signe qui a beaucoup fait réfléchir les lecteurs à l'époque où Tintin était encore diffusé dans le journal sous la forme d'une page par semaine) n'est pas présente dans le film principalement car il n'est pas fait référence aux frères Loiseau.

### Attribution des rôles
« L'avantage de la performance capture, c'est que votre casting est ouvert à tous les acteurs. C'est le seul film où Simon Pegg et Nick Frost peuvent jouer des jumeaux, par exemple ! »

— Peter Jackson, dans une entrevue.
Après avoir travaillé avec lui pour le remake de King Kong, Peter Jackson a choisi Jamie Bell pour le rôle de Tintin, le premier interprète envisagé, Thomas Sangster, ayant abandonné le rôle à cause de problèmes de planification. Le capitaine Haddock est interprété par Andy Serkis. Bien qu'il ait joué deux rôles nécessitant la capture de mouvement pour Le Seigneur des anneaux et King Kong de Peter Jackson, il a cependant craint qu'en plaisantant, ce dernier ne lui demande de jouer Milou, le chien de Tintin. C'est Steven Spielberg qui l'a choisi parce qu'« Il est brillant. Il peut pousser jusqu’à la farce et le burlesque sans jamais franchir la ligne jaune. Il a eu le courage d’emmener Haddock là où nous voulions aller », dit-il à Empire. En même temps, il tient également le rôle de son ancêtre de Moulinsart, le chevalier François de Hadoque, capitaine de la Licorne, dans les flashbacks.
Après la sortie du film, il est révélé que l'acteur Danny DeVito a participé au tournage, jouant le rôle du marchand portugais Oliveira da Figueira, mais que ses scènes ont été supprimées au montage.

### Tournage
Bien que la production ait débuté le 26 janvier 2009 pour le premier volet de la trilogie en images de synthèse avec capture de mouvement, Steven Spielberg avait terminé les premières prises de vues du film en trente-deux jours seulement avant de passer la main à Peter Jackson, qui travaillera ensuite sur les effets spéciaux pour les dix-huit prochains mois dans son studio Weta à Wellington en Nouvelle-Zélande.

### Musique
John Williams, collaborateur attitré de Steven Spielberg depuis Sugarland Express, a composé la bande originale du film qui sortit le 21 octobre 2011.
Albums de John Williams
Indiana Jones et le Royaume du crâne de cristal
(2008) Cheval de guerre
(2011)
| 1.    | The Adventures of Tintin                    | 3:07 |
| 2.    | Snowy’s Theme                               | 2:09 |
| 3.    | The Secret of the Scrolls                   | 3:12 |
| 4.    | Introducing the Thompsons and Snowy’s Chase | 4:08 |
| 5.    | Marlinspike Hall                            | 3:58 |
| 6.    | Escape from the Karaboudjan                 | 3:20 |
| 7.    | Sir Francis and the Unicorn                 | 5:05 |
| 8.    | Captain Haddock Takes the Oars              | 2:17 |
| 9.    | Red Rackham’s Curse and the Treasure        | 6:10 |
| 10.   | Capturing Mr. Silk                          | 2:57 |
| 11.   | The Flight to Bagghar                       | 3:33 |
| 12.   | The Milanese Nightingale                    | 1:29 |
| 13.   | Presenting Bianca Castafiore                | 3:27 |
| 14.   | The Pursuit of the Falcon                   | 5:43 |
| 15.   | The Captain’s Counsel                       | 2:10 |
| 16.   | The Clash of the Cranes                     | 3:48 |
| 17.   | The Return to Marlinspike Hall and Finale   | 5:51 |
| 18.   | The Adventure Continues                     | 2:58 |
| 65:22 |                                             |      |

Un second album, intitulé The Adventures of Tintin - For Your Consideration a été édité en 2012. Il comprend quelques pistes supplémentaires ainsi que les versions instrumentales telles qu'entendues dans le film, contrairement à l'édition de 2011 qui a été pensée comme une œuvre de concert, comme cela est traditionnellement le cas avec les bandes originales de John Williams.

## Accueil

### Dates de sortie et promotion

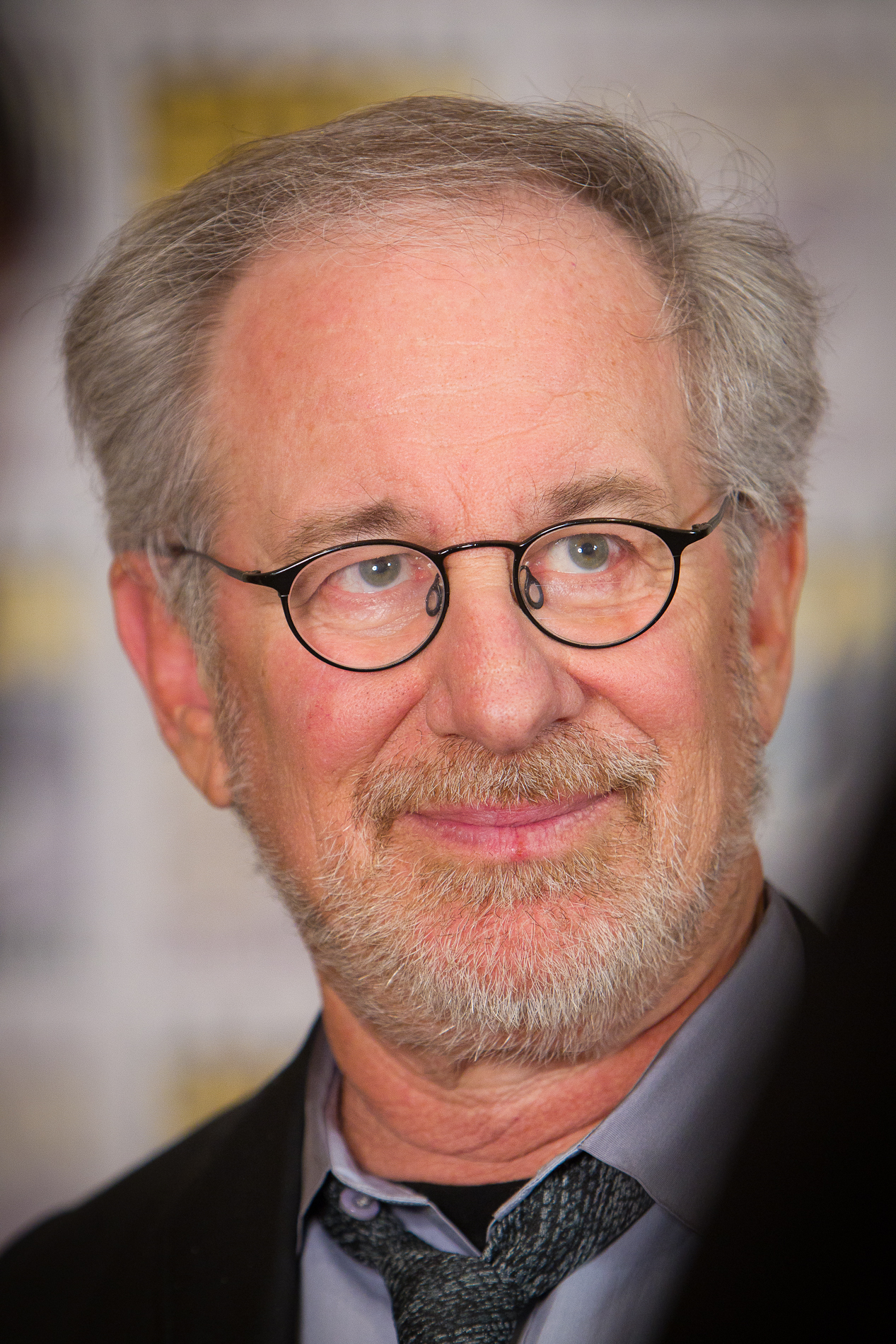
Steven Spielberg au Comic-Con International de San Diego en 2011.

Lors du dernier congrès du Comic-Con du 21 juillet et 24 juillet 2011 à San Diego (Californie), Steven Spielberg et Peter Jackson ont parlé avec humour de leur rencontre, de la bande dessinée de Hergé et du tournage en capture de mouvement avec les acteurs. Peter Jackson a indiqué qu'il avait travaillé sur ce projet depuis cinq ou six ans avec Steven Spielberg. S'y trouvait aussi l'acteur Andy Serkis qui a parlé de son rôle (le capitaine Haddock).
Sony et Paramount ont investi 100 millions d'euros dans la campagne médiatique du film. L'association Acrimed s'interroge quant au lien entre ce budget promotionnel conséquent et l'intérêt qu'a eu une grande partie des médias français pour le film, influant ainsi sur le box-office du film.
Le 22 octobre 2011, en présence de Steven Spielberg, de Kathleen Kennedy, de Jamie Bell et de Gad Elmaleh, la première a lieu à Bruxelles. Sont également présentes les personnalités locales Jean-Pierre Talbot (le Tintin des années 1960), Jaco Van Dormael (qui a failli adapter Tintin au Tibet au cinéma) et Didier Van Cauwelaert (auteur de l'adaptation en français de la comédie musicale Tintin, le Temple du Soleil). Les critiques belges, françaises, et anglophones sont positives dans leur majorité,.

### Accueil critique
Sur le site Web de l'agrégateur de critiques Rotten Tomatoes, 75 % des 236 critiques sont positives, avec une note moyenne de 7,00/10. Le consensus du site Web se lit comme suit : "S'inspirant du livre de jeu classique Raiders of the Lost Ark, Steven Spielberg a conçu une autre aventure animée et palpitante sous la forme de Tintin." Metacritic, qui utilise une moyenne pondérée, a attribué au film une note de 68 sur 100, sur la base de 40 critiques, indiquant des critiques "généralement favorables". Le public interrogé par CinemaScore a donné au film une note moyenne de "A−" sur une échelle de A+ à F.
En France, sur le site Allociné, le film a la note des 30 critiques de presse française recensées est de 3,5 sur 5, et la note favorable des critiques du public est de 3,6 sur 5.
Si le film a été jugé visuellement très réussi, certains critiques ont pointé du doigt le photoréalisme des personnages qui les rendrait inexpressifs, le final décevant et l'inconsistance et la maladresse du scénario dans sa deuxième partie en raison du lien établi entre Rackham le Rouge et Sakharine.

### Box-office
Sorti aux États-Unis pour les fêtes de Noël, Les Aventures de Tintin : Le Secret de La Licorne se fait devancer par Mission impossible : Protocole Fantôme et Sherlock Holmes : Jeu d'ombres, projetés dans 400 salles de plus, mais remplit les estimations de la Paramount. En fin d'exploitation sur le continent nord-américain, en février 2012, le film n'aura rapporté qu'environ 77 591 831 $. C'est à l'international, avec 295 000 000 $ de recettes (essentiellement en France avec 53 970 688 $, suivis par les écrans britanniques et espagnols) que le film rembourse son budget et réalise des bénéfices :
- Monde : 373 993 951 $ ;
- International : 295 439 071 $ ;
- France : 5 309 485 entrées[46] ;
- États-Unis / Canada : 77 591 831 $.

## Distinctions

### Récompenses
| Récompenses 2011-2013 du film Les Aventures de Tintin : Le Secret de La Licorne | Récompenses 2011-2013 du film Les Aventures de Tintin : Le Secret de La Licorne | Récompenses 2011-2013 du film Les Aventures de Tintin : Le Secret de La Licorne       | Récompenses 2011-2013 du film Les Aventures de Tintin : Le Secret de La Licorne |
| Années                                                                          | Évènements                                                                      | Catégories / Récompenses                                                              | Lauréat(es) |
| ------------------------------------------------------------------------------- | ------------------------------------------------------------------------------- | ------------------------------------------------------------------------------------- | --- |
| 2011                                                                            | GoldSpirit Awards                                                               | Meilleure bande originale d'un film d’animation                                       | John Williams |
| 2011                                                                            | Florida Film Critics Circle Awards                                              | Meilleur film d'animation                                                             | Les Aventures de Tintin : Le Secret de La Licorne |
| 2011                                                                            | New York Film Critics Online                                                    | Meilleur film d'animation                                                             | Les Aventures de Tintin : Le Secret de La Licorne |
| 2011                                                                            | Oklahoma Film Critics Circle Awards                                             | Meilleur film d'animation                                                             | Les Aventures de Tintin : Le Secret de La Licorne |
| 2011                                                                            | Satellite Awards                                                                | Meilleur film d'animation ou multimédia                                               | Les Aventures de Tintin : Le Secret de La Licorne |
| 2011                                                                            | St. Louis Film Critics Association                                              | Meilleur film d'animation                                                             | Steven Spielberg |
| 2011                                                                            | Toronto Film Critics Association Awards                                         | Meilleur film d'animation                                                             | Les Aventures de Tintin : Le Secret de La Licorne |
| 2011                                                                            | Voix d'étoiles - Festival International des Voix de Films d'Animation           | Etoile d'Or de la meilleure voix masculine                                            | Patrick Bethune |
| 2012                                                                            | Annie Awards                                                                    | Meilleurs effets animés dans un film d’animation                                      | Kevin Romond |
| 2012                                                                            | Annie Awards                                                                    | Meilleure musique dans un long métrage                                                | John Williams |
| 2012                                                                            | BMI Film and TV Awards                                                          | Prix BMI de la meilleure musique de film                                              | John Williams |
| 2012                                                                            | Empire Awards                                                                   | Meilleur film en 3D                                                                   | Les Aventures de Tintin : Le Secret de La Licorne |
| 2012                                                                            | Georgia Film Critics Association (GAFCA)                                        | Meilleur film d'animation                                                             | Les Aventures de Tintin : Le Secret de La Licorne |
| 2012                                                                            | Golden Globes                                                                   | Meilleur film d'animation                                                             | Les Aventures de Tintin : Le Secret de La Licorne |
| 2012                                                                            | Hollywood Post Alliance                                                         | Meilleur son dans un long métrage                                                     | Christopher Boyes, Brent Burge, Michael Hedges, Andy Nelson et Chris Ward |
| 2012                                                                            | International 3D & Advanced Imaging Society's Creative Arts Awards              | Meilleur film en 3D                                                                   | Les Aventures de Tintin : Le Secret de La Licorne |
| 2012                                                                            | International Film Music Critics Award                                          | Meilleure musique originale pour un film d'animation                                  | John Williams |
| 2012                                                                            | International Online Cinema Awards (INOCA)                                      | Meilleur film d'animation                                                             | Peter Jackson, Kathleen Kennedy, Steven Spielberg |
| 2012                                                                            | Motion Picture Sound Editors                                                    | Meilleur montage son - Effets sonores, bruitages, dialogues et doublages dans un film | Brent Burge, Jason Canovas, Hayden Collow, Justin Doyle, Martin Kwok, Frank Lipson, Morgan Samuel, John Simpson, Matt Stutter, Chris Todd, Craig Tomlinson, Chris Ward, Justin Webster et Dave Whitehead |
| 2012                                                                            | North Texas Film Critics Association                                            | Meilleur film d'animation                                                             | Les Aventures de Tintin : Le Secret de La Licorne |
| 2012                                                                            | Online Film and Television Association                                          | Meilleur film d'animation                                                             | Peter Jackson, Kathleen Kennedy et Steven Spielberg |
| 2012                                                                            | Producers Guild of America Awards                                               | Meilleure production de film d’animation                                              | Peter Jackson, Kathleen Kennedy et Steven Spielberg |
| 2013                                                                            | Tokyo Anime Award                                                               | Prix international du cinéma                                                          | Steven Spielberg |

### Nominations
| 2011 | Awards Circuit Community Awards                                              | Meilleur film d'animation                                         | Les Aventures de Tintin : Le Secret de La Licorne |
| 2011 | Chicago Film Critics Association Awards                                      | Meilleur film d'animation                                         | Les Aventures de Tintin : Le Secret de La Licorne |
| 2011 | Dallas-Fort Worth Film Critics Association Awards                            | Meilleur film d'animation                                         | Les Aventures de Tintin : Le Secret de La Licorne |
| 2011 | Festival Bande et Ciné - Festival d'adaptation de bandes dessinées à l'écran | Meilleur film                                                     | Steven Spielberg |
| 2011 | Golden Schmoes Awards                                                        | Meilleur film d'animation de l'année                              | Les Aventures de Tintin : Le Secret de La Licorne |
| 2011 | GoldSpirit Awards                                                            | Meilleure bande originale                                         | John Williams |
| 2011 | GoldSpirit Awards                                                            | Meilleur signal                                                   | John Williams (pour La Poursuite du Faucon) |
| 2011 | Houston Film Critics Society Awards                                          | Meilleur film d'animation                                         | Les Aventures de Tintin : Le Secret de La Licorne |
| 2011 | Houston Film Critics Society Awards                                          | Meilleure musique originale                                       | John Williams |
| 2011 | IGN Summer Movie Awards                                                      | Meilleur acteur de cinéma                                         | Andy Serkis |
| 2011 | IGN Summer Movie Awards                                                      | Meilleur film d'adaptation de comics                              | Les Aventures de Tintin : Le Secret de La Licorne |
| 2011 | IGN Summer Movie Awards                                                      | Meilleur film d'animation                                         | Les Aventures de Tintin : Le Secret de La Licorne |
| 2011 | IGN Summer Movie Awards                                                      | Meilleur film en 3D                                               | Les Aventures de Tintin : Le Secret de La Licorne |
| 2011 | Los Angeles Film Critics Association Awards                                  | Meilleur film d'animation                                         | Les Aventures de Tintin : Le Secret de La Licorne |
| 2011 | Phoenix Film Critics Society Awards                                          | Meilleur film d'animation                                         | Les Aventures de Tintin : Le Secret de La Licorne |
| 2011 | Satellite Awards                                                             | Meilleur scénario adapté                                          | Joe Cornish, Steven Moffat et Edgar Wright |
| 2011 | Southeastern Film Critics Association Awards                                 | Meilleur film d'animation                                         | Les Aventures de Tintin : Le Secret de La Licorne |
| 2011 | Utah Film Critics Association Awards                                         | Meilleur film d'animation                                         | Les Aventures de Tintin : Le Secret de La Licorne |
| 2011 | Village Voice Film Poll                                                      | Meilleur film d'animation                                         | 2e place |
| 2011 | Voix d'étoiles - Festival International des Voix de Films d'Animation        | Meilleur longs métrages                                           | Steven Spielberg |
| 2011 | Washington DC Area Film Critics Association Awards                           | Meilleur film d'animation                                         | Les Aventures de Tintin : Le Secret de La Licorne |
| 2011 | Women Film Critics Circle Awards                                             | Meilleur film familial                                            | Les Aventures de Tintin : Le Secret de La Licorne |
| 2012 | Academy of Science Fiction, Fantasy and Horror Films - Saturn Awards         | Meilleur film d'animation                                         | Les Aventures de Tintin : Le Secret de La Licorne |
| 2012 | Academy of Science Fiction, Fantasy and Horror Films - Saturn Awards         | Meilleure réalisation                                             | Steven Spielberg |
| 2012 | Academy of Science Fiction, Fantasy and Horror Films - Saturn Awards         | Meilleure musique                                                 | John Williams |
| 2012 | Academy of Science Fiction, Fantasy and Horror Films - Saturn Awards         | Meilleurs décors                                                  | Kim Sinclair |
| 2012 | Academy of Science Fiction, Fantasy and Horror Films - Saturn Awards         | Meilleur montage                                                  | Michael Kahn |
| 2012 | Academy of Science Fiction, Fantasy and Horror Films - Saturn Awards         | Meilleurs effets visuels                                          | Scott E. Anderson, Matt Aitken, Joe Letteri, Matthias Menz et Keith Miller |
| 2012 | Alliance of Women Film Journalists                                           | Meilleur film d'animation                                         | Les Aventures de Tintin : Le Secret de La Licorne |
| 2012 | American Cinema Editors                                                      | Meilleur montage d’un film d'animation                            | Michael Kahn |
| 2012 | Annie Awards                                                                 | Meilleur film d'animation                                         | Les Aventures de Tintin : Le Secret de La Licorne |
| 2012 | Annie Awards                                                                 | Meilleur scénario pour un long métrage                            | Joe Cornish, Steven Moffat et Edgar Wright |
| 2012 | Annie Awards                                                                 | Meilleur montage pour un long métrage                             | Michael Kahn |
| 2012 | Art Directors Guild Awards                                                   | Meilleurs décors dans un film fantastique                         | Ernie Avila, Jackson Bishop, Tony Bohorquez, Simon Bright, John P. Goldsmith, Gregory Jein, Andrew L. Jones, John Lott, Jason Mahakian, Martha Eidsness Mitchell, David Moreau, Adam Mull, Robert C. Powers, Kim Sinclair, Jim Wallis et Jeff Wisniewski |
| 2012 | BAFTA Awards                                                                 | Meilleur film d'animation                                         | Steven Spielberg |
| 2012 | BAFTA Awards                                                                 | Meilleurs effets visuels                                          | Jamie Beard, Joe Letteri, Keith Miller et Wayne Stables |
| 2012 | Casting Society of America                                                   | Meilleur casting pour un film d'animation                         | Jina Jay |
| 2012 | Central Ohio Film Critics Association                                        | Meilleur film d'animation                                         | Les Aventures de Tintin : Le Secret de La Licorne |
| 2012 | Critics Choice Awards                                                        | Meilleur film d'animation                                         | Les Aventures de Tintin : Le Secret de La Licorne |
| 2012 | Danish Film Awards (Robert)                                                  | Meilleur film américain                                           | Steven Spielberg |
| 2012 | Denver Film Critics Society                                                  | Meilleur film d'animation                                         | Les Aventures de Tintin : Le Secret de La Licorne |
| 2012 | Georgia Film Critics Association (GAFCA)                                     | Meilleur film                                                     | Les Aventures de Tintin : Le Secret de La Licorne |
| 2012 | Georgia Film Critics Association (GAFCA)                                     | Meilleure musique de film                                         | John Williams |
| 2012 | Gold Derby Awards                                                            | Meilleur film d'animation                                         | Steven Spielberg |
| 2012 | Golden Trailer Awards                                                        | Meilleure bande-annonce d’un film d’animation ou familial         | Les Aventures de Tintin : Le Secret de La Licorne |
| 2012 | Golden Trailer Awards                                                        | Meilleure publicité au cinéma avant le spectacle                  | Les Aventures de Tintin : Le Secret de La Licorne |
| 2012 | International Cinephile Society Awards                                       | Meilleur film d'animation                                         | Les Aventures de Tintin : Le Secret de La Licorne |
| 2012 | International Film Music Critics Award                                       | Bande originale de l'année                                        | John Williams |
| 2012 | International Film Music Critics Award                                       | Composition musicale de film de l'année                           | John Williams |
| 2012 | International Online Cinema Awards (INOCA)                                   | Meilleur montage de son                                           | Brent Burge et Chris Ward |
| 2012 | Iowa Film Critics Awards                                                     | Meilleur film d'animation                                         | Les Aventures de Tintin : Le Secret de La Licorne |
| 2012 | Italian Online Movie Awards (IOMA)                                           | Meilleur film d'animation                                         | Steven Spielberg |
| 2012 | MovieGuide Awards                                                            | Meilleur film familiale                                           | Les Aventures de Tintin : Le Secret de La Licorne |
| 2012 | Online Film Critics Society Awards                                           | Meilleur film d'animation                                         | Les Aventures de Tintin : Le Secret de La Licorne |
| 2012 | Oscars                                                                       | Meilleure musique de film                                         | John Williams |
| 2012 | Russian National Movie Awards                                                | Meilleur long métrage d'animation de l'année                      | Steven Spielberg |
| 2012 | Visual Effects Society Awards                                                | Meilleurs effets visuels dans un long métrage d'animation         | Jamie Beard, Joe Letteri, Meredith Meyer-Nichols et Eileen Moran |
| 2012 | Visual Effects Society Awards                                                | Meilleur environnement fictif dans un film d'animation            | Hamish Beachman, Adam King, Wayne Stables et Mark Tait (pour Bagghar) |
| 2012 | Visual Effects Society Awards                                                | Meilleur environnement fictif dans un film d'animation            | Matt Aitken, Jeff Capogreco, Jason Lazaroff et Alessandro Mozzato (pour les quais) |
| 2012 | Visual Effects Society Awards                                                | Meilleur environnement fictif dans un film d'animation            | Phil Barrenger, Keith Miller, Alessandro Saponi et Christoph Sprenger (pour la bataille des Pirates) |
| 2012 | Visual Effects Society Awards                                                | Meilleure photographie virtuelle dans un long métrage d'animation | Matt Aitken, Matthias Menz, Keith Miller et Wayne Stables |
| 2012 | Visual Effects Society Awards                                                | Meilleur personnage animé dans un long métrage d'animation        | Gino Acevedo, Gustav Ahren, Jamie Beard et Simon Clutterbuck (pour Tintin) |
| 2012 | World Soundtrack Awards                                                      | Meilleure bande originale de l'année                              | John Williams |
| 2012 | World Soundtrack Awards                                                      | Compositeur de la bande originale de l'année                      | John Williams |
| 2013 | Grammy Awards                                                                | Meilleure bande son pour les médias visuels                       | John Williams |

### Sélection
- Festival International du Film de Rome 2011 : Alice Nella Citta - hors compétition pour Steven Spielberg

## Exploitation

### Éditions en vidéo
En France, le film Les Aventures de Tintin : Le Secret de La Licorne est sorti en DVD, en Blu-ray simple, en version combo Blu-ray + DVD et dans une version Blu-ray 3D + Blu-ray 2D le 27 février 2012,,,. Par la suite, le film est sorti en VOD le 5 novembre 2015, puis ressorti dans une version combo Blu-ray + DVD - Édition boîtier métal FuturePak le 24 février 2016, ainsi qu'en Blu-ray simple le 6 juin 2016.

### Produits dérivés
En juin 2011, l'entreprise Ubisoft Montpellier en collaboration avec Paramount Digital Entertainment révèle la bande-annonce de l'adaptation du film en jeu vidéo Les Aventures de Tintin : Le Secret de la Licorne, le jeu sorti le 20 octobre 2011 en France avant les États-Unis. Il est compatible avec Xbox360, PlayStation 3, Wii, 3DS et PC.[réf. souhaitée]
En octobre 2011, est sorti un jeu de société de type coopératif, créé par Pascal Bernard et publié par M6 Interactions et Tactic. Le 13 octobre 2011 est sorti dans les pays anglophones un livre intitulé The Art of The Adventures of Tintin. Préfacé par Steven Spielberg et Peter Jackson, cet ouvrage de deux cent pages, écrit par Chris Guise et publié par le studio Weta et l'éditeur HarperCollins, présente les coulisses du tournage. Le livre est paru en octobre 2011 en français sous le titre Art book, les aventures de Tintin.
Chris Guise, préface de Steven Spielberg et Peter Jackson (trad. Olivier Noerdinger), Art book, les aventures de Tintin, aux éditions Weta / Moulinsart, 1re éd. octobre 2011, 200 p.  (ISBN 978-2-87424-288-5).

## Autour du film

### Projets de suites
Dès la préparation du film, il est annoncé que celui-ci constituerait le premier volet d'une « trilogie Tintin ». Le deuxième film serait réalisé par Peter Jackson, tandis que Spielberg n'en serait que le producteur. Même si le premier film s'inspire du Trésor de Rackham le Rouge, il n'en tire pas l'un des éléments essentiels qu'est l'apparition du professeur Tournesol, qui pourrait donc avoir lieu dans la suite. En raison des autres projets de Spielberg et Jackson, et de l'absence d'un scénario satisfaisant, la suite est longtemps repoussée et une incertitude règne quant à l'histoire qu'elle adapterait : une adaptation du diptyque Les Sept Boules de cristal / Le Temple du Soleil, paru à la suite du diptyque sur La Licorne, est au départ annoncée, mais d'autres pistes finissent par être évoquées au cours des années.
En avril 2011, avant la sortie du premier film, il est annoncé que le deuxième film devrait être l'adaptation du diptyque Les Sept Boules de cristal / Le Temple du Soleil. Cependant, Peter Jackson ne confirme pas avoir arrêté un choix et se laisse le temps d'y réfléchir. À la même période, le romancier et scénariste britannique Anthony Horowitz révèle, lors d'une interview, qu'il a été engagé pour écrire cette suite basée sur les deux albums annoncés, que Peter Jackson a déjà affirmé apprécier tout particulièrement.
En décembre 2011, la productrice Kathleen Kennedy révèle que le choix de Peter Jackson avait changé : la nouvelle direction prise serait d'adapter L'Affaire Tournesol, afin de mettre en scène le professeur Tournesol. Elle explique que « Les Sept Boules de cristal et Le Temple du Soleil ont été envisagés au tout début du processus, mais ce n'est plus le cas à présent. Le scénariste Anthony Horowitz travaille toujours sur le second film, et nous ignorons encore de quels albums le troisième film sera adapté ». En novembre 2011, Horowitz révèle que la situation a changé et que Les Aventures de Tintin : Le Temple du Soleil sera plutôt le troisième film de la trilogie. Il déclare alors que Spielberg, Jackson et lui n'ont pas encore décidé quelle histoire sera adaptée pour le deuxième film.
En décembre 2012, Peter Jackson indique que le tournage débutera en 2013, après celui du Hobbit : La Bataille des Cinq Armées, dernier volet de sa trilogie Le Hobbit. Il ne confirme pas le choix du diptyque Les Sept Boules de cristal / Le Temple du Soleil. Le film était donc censé sortir en salles en 2015.
En mars 2013, à la suite des rumeurs d'abandon ou de changement de date, Steven Spielberg confirme que le film sortira en décembre 2015, et que Peter Jackson en sera le réalisateur, sans toutefois révéler le nom des albums adaptés. Cette hypothèse reste lettre morte.
En décembre 2014, lors de la sortie du dernier volet du Hobbit, Peter Jackson indique au journal Variety son souhait que son prochain film soit un film plus intimiste, co-scénarisé par sa femme. Il reporte donc le tournage des Aventures de Tintin : Le Temple du Soleil, retardant une nouvelle fois l'espoir de voir se poursuivre cette première aventure entamée en 2011.
Lors de la sortie de son film Ready Player One en 2018, Steven Spielberg déclare que « Tintin n’est pas mort ! », et que le projet doit toujours être mené par Peter Jackson, qui est alors en plein travail sur un documentaire sur la Première Guerre mondiale prévu en fin d'année 2018. Spielberg explique à Première que « comme il faut compter deux ans de travail d’animation sur le film, à votre place, je n'espérerais pas le voir avant environ trois ans », ce qui amènerait sa sortie à plus de dix ans après le premier film. La même année, lors de la promotion de Mortal Engines, Jackson assure toujours vouloir faire une suite et dévoile qu'il se lancerait dans l'écriture d'un scénario courant 2019 ou 2020 ; cependant, il avoue ne plus être intéressé par une aventure basée sur Le Temple du Soleil et préférerait adapter L'Affaire Tournesol ou le diptyque lunaire,.
Le 10 janvier 2019, jour du 90e anniversaire de la création de Tintin, Benoît Mouchart, directeur éditorial de Casterman, révèle au cours d'une interview qu'une option (en) a été signée en fin d'année 2018 pour la réalisation d'un deuxième film. Quant aux albums adaptés, il ne peut qu'annoncer que plusieurs pistes sont envisagés, notamment un mélange du Sceptre d'Ottokar et de L'Affaire Tournesol ; il explique ce choix par le fait qu'« en général, quand il y a une trilogie à Hollywood, le deuxième est un peu plus sombre, donc l'hypothèse d'un épisode syldave est vraisemblable »,.
En 2020, alors que le réalisateur français Patrice Leconte annonce un projet d'adaptation de l'album Les Bijoux de la Castafiore au cinéma, Nick Rodwell réfute tout projet français, arguant que la suite du Secret de La Licorne reste à l'ordre du jour et est en bonne voie, la nouvelle équipe à la tête de Paramount étant favorable à la mettre en chantier dans les années à venir.